# Conor Gallagher
Conor John Gallagher (Epsom, 6 februari 2000) is een Engels voetballer die doorgaans als middenvelder speelt. Hij stroomde in 2019 door vanuit de jeugd van Chelsea en vertrok in 2024 naar Atlético Madrid. Gallagher debuteerde in 2021 in het Engels voetbalelftal.

## Clubcarrière

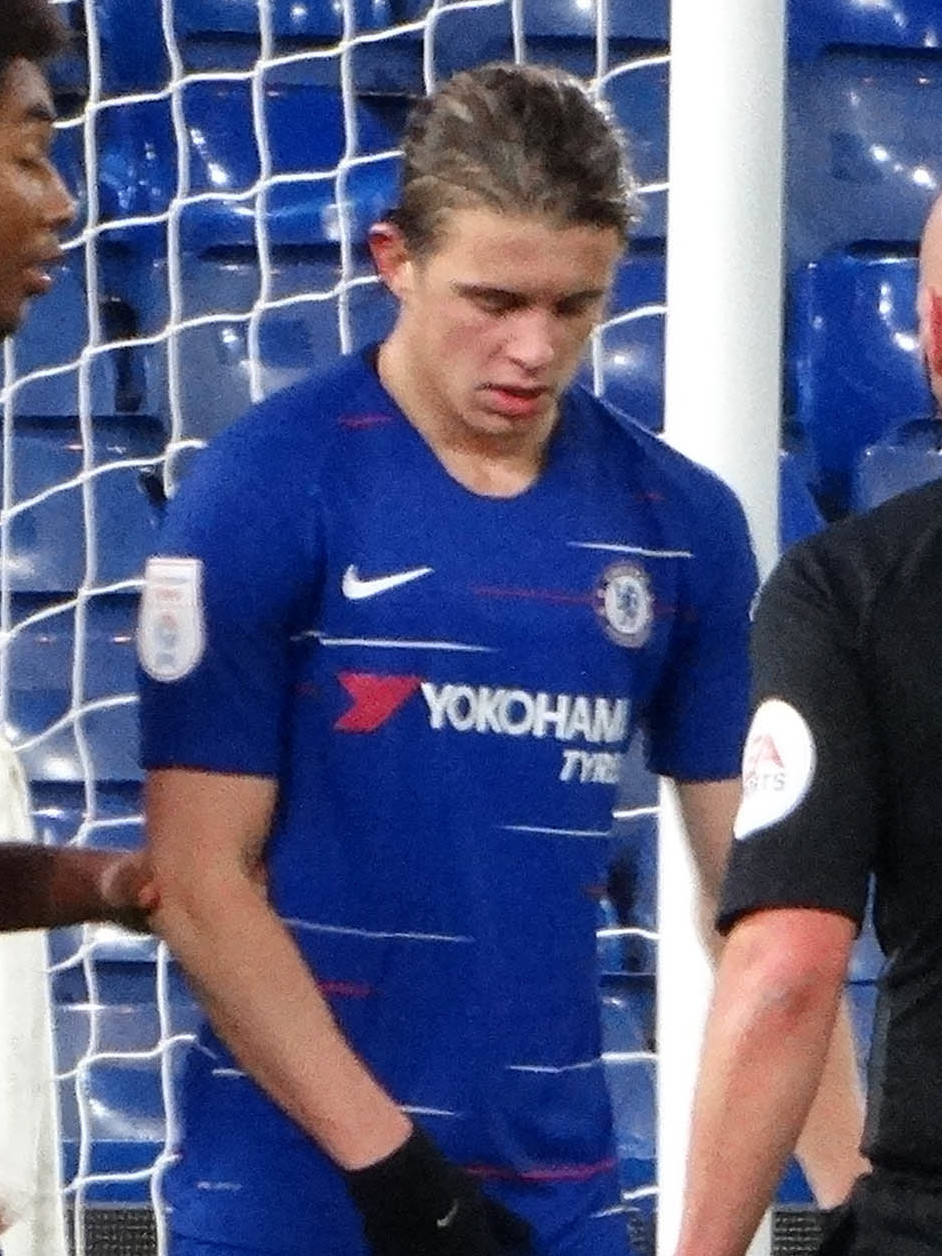
Gallagher in 2018

### Chelsea
Gallagher speelde in de jeugd bij Epsom Eagles uit zijn geboortestad en kwam op 8-jarige leeftijd in de jeugdopleiding van Chelsea terecht. In oktober 2018 tekende hij een profcontract tot 2021. In mei 2019 zat hij op de bank bij de finale van de Europa League tussen Chelsea en Arsenal, die Chelsea won. Gallagher speelde geen minuut maar ontving wel de medaille. 

#### Charlton Athletic & Swansea City
In augustus 2019 verlengde hij zijn contract met een jaar en werd hij verhuurd aan Charlton Athletic. Door zijn goede prestaties werd hij in de winterstop van dat seizoen door Chelsea teruggehaald en verhuurd aan het net hoger spelende Swansea City. Na het aflopen van zijn verhuurperiode in Wales tekende Gallagher in september 2020 een nieuw contract bij Chelsea dat hem tot 30 juni 2025 aan de club verbond.

#### West Bromwich Albion
Voor het seizoen 2020/21 werd Gallagher verhuurd aan West Bromwich Albion, waar hij het van zijn club Chelsea in de Premier League mocht proberen. Daar werd Gallagher een vaste waarde in de ploeg.

#### Crystal Palace
In juli 2021 werd hij derhalve verhuurd aan Crystal Palace. Zijn eerste twee doelpunten maakte Gallagher op 28 augustus 2021 tegen West Ham (2–2). Na een succesvolle verhuurperiode, waarbij hij verkozen werd tot speler van het seizoen bij Crystal Palace, keerde Gallagher terug naar Chelsea. 

#### Terug bij Chelsea
Ditmaal werd hij niet verhuurd en kreeg hij een kans om zich te laten zien. Hier werd hij uiteindelijk een vaste waarde.

### Atlético Madrid
In augustus 2024 vertrok Gallagher voor ongeveer 40 miljoen euro naar Atlético Madrid.

## Clubstatistieken
| Seizoen     | Club                | Competitie       | Competitie | Competitie | Competitie | Beker | Beker | Beker | Internationaal | Internationaal | Internationaal | Totaal | Totaal | Totaal |
| Seizoen     | Club                | Competitie       | Wed.       | Dlp.       | Ass.       | Wed.  | Dlp.  | Ass.  | Wed.           | Dlp.           | Ass.           | Wed.   | Dlp.   | Ass.   |
| ----------- | ------------------- | ---------------- | ---------- | ---------- | ---------- | ----- | ----- | ----- | -------------- | -------------- | -------------- | ------ | ------ | ------ |
| 2019/20     | → Charlton Athletic | EFL Championship | 26         | 6          | 4          | 0     | 0     | 0     | —              | —              | —              | 26     | 6      | 4      |
| Club Totaal | Club Totaal         | Club Totaal      | 26         | 6          | 4          | 0     | 0     | 0     | 0              | 0              | 0              | 26     | 6      | 4      |
| 2019/20     | → Swansea City      | EFL Championship | 21         | 0          | 7          | 0     | 0     | 0     | —              | —              | —              | 21     | 0      | 7      |
| Club Totaal | Club Totaal         | Club Totaal      | 21         | 0          | 7          | 0     | 0     | 0     | 0              | 0              | 0              | 21     | 0      | 7      |
| 2020/21     | → West Brom         | Premier League   | 30         | 2          | 2          | 2     | 0     | 0     | —              | —              | —              | 32     | 2      | 2      |
| Club Totaal | Club Totaal         | Club Totaal      | 30         | 2          | 2          | 2     | 0     | 0     | 0              | 0              | 0              | 32     | 2      | 2      |
| 2021/22     | → Crystal Palace    | Premier League   | 34         | 8          | 3          | 5     | 0     | 2     | —              | —              | —              | 39     | 8      | 5      |
| Club Totaal | Club Totaal         | Club Totaal      | 34         | 8          | 3          | 5     | 0     | 2     | 0              | 0              | 0              | 39     | 8      | 5      |
| 2022/23     | Chelsea             | Premier League   | 35         | 3          | 1          | 2     | 0     | 0     | 8              | 0              | 0              | 45     | 3      | 1      |
| 2023/24     | Chelsea             | Premier League   | 37         | 5          | 7          | 13    | 2     | 2     | —              | —              | —              | 50     | 7      | 9      |
| Club Totaal | Club Totaal         | Club Totaal      | 72         | 8          | 8          | 15    | 2     | 2     | 8              | 0              | 0              | 95     | 10     | 10     |
| 2024/25     | Atlético Madrid     | La Liga          | 19         | 2          | 1          | 6     | 0     | 2     | 7              | 0              | 1              | 32     | 2      | 4      |
| Club Totaal | Club Totaal         | Club Totaal      | 19         | 2          | 1          | 6     | 0     | 2     | 7              | 0              | 1              | 32     | 2      | 4      |
| Totaal      | Totaal              | Totaal           | 202        | 26         | 25         | 28    | 2     | 6     | 15             | 0              | 1              | 245    | 28     | 32     |

## Interlandcarrière
Gallagher kon vanwege zijn familie ook uitkomen voor Ierland en Schotland, maar speelde al zijn jeugdinterlands voor Engeland. Met Engeland onder 17 won hij het WK onder 17 in 2017 in India. Op 11 oktober 2019 maakte Gallagher zijn debuut voor Engeland onder 21 tegen Slovenië (2–2). Op 14 november 2021 werd Gallagher door bondscoach Gareth Southgate voor het eerst opgeroepen voor het Engels voetbalelftal. Een dag later mocht hij na rust invallen voor Kalvin Phillips in de eenvoudige overwinning op San Marino (0–10) in het kader van WK-kwalificatie. Hij werd op 6 juni 2024 door Southgate opgenomen in de Engelse selectie voor het EK 2024 in Duitsland. Engeland bereikte de finale, die het met 2–1 verloor van Spanje. Gallagher kwam op het toernooi in vijf wedstrijden in actie.
| Interlands van Conor Gallagher voor Engeland | Interlands van Conor Gallagher voor Engeland | Interlands van Conor Gallagher voor Engeland | Interlands van Conor Gallagher voor Engeland | Interlands van Conor Gallagher voor Engeland | Interlands van Conor Gallagher voor Engeland |
| No.                                          | Datum                                        | Wedstrijd                                    | Uitslag                                      | Competitie                                   | Bijz.                                        |
| Als speler van Crystal Palace FC             | Als speler van Crystal Palace FC             | Als speler van Crystal Palace FC             | Als speler van Crystal Palace FC             | Als speler van Crystal Palace FC             | Als speler van Crystal Palace FC             |
| -------------------------------------------- | -------------------------------------------- | -------------------------------------------- | -------------------------------------------- | -------------------------------------------- | -------------------------------------------- |
| 1                                            | 15 november 2021                             | San Marino – Engeland                        | 0 – 10                                       | WK 2022 kwalificatie                         |                                              |
| 2                                            | 26 maart 2022                                | Engeland – Zwitserland                       | 2 – 1                                        | Vriendschappelijk                            |                                              |
| 3                                            | 29 maart 2022                                | Engeland – Ivoorkust                         | 3 – 0                                        | Vriendschappelijk                            |                                              |
| 4                                            | 14 juni 2022                                 | Engeland – Hongarije                         | 0 – 4                                        | UEFA Nations League 2022/23                  |                                              |

## Erelijst
| Competitie         | Aantal  | Jaren   |         |         |
| Chelsea            | Chelsea | Chelsea | Chelsea | Chelsea |
| ------------------ | ------- | ------- | ------- | ------- |
| UEFA Europa League | 1×      | 2018/19 |         |         |
| Engeland onder 17  |         |         |         |         |
| Wereldkampioen     | 1×      | 2017    |         |         |